# Honolulu County
Honolulu County is een county in de Amerikaanse staat Hawaï.
De county heeft een landoppervlakte van 1.553 km² en telt 953.207 inwoners (volkstelling 2010). De hoofdplaats is Honolulu.

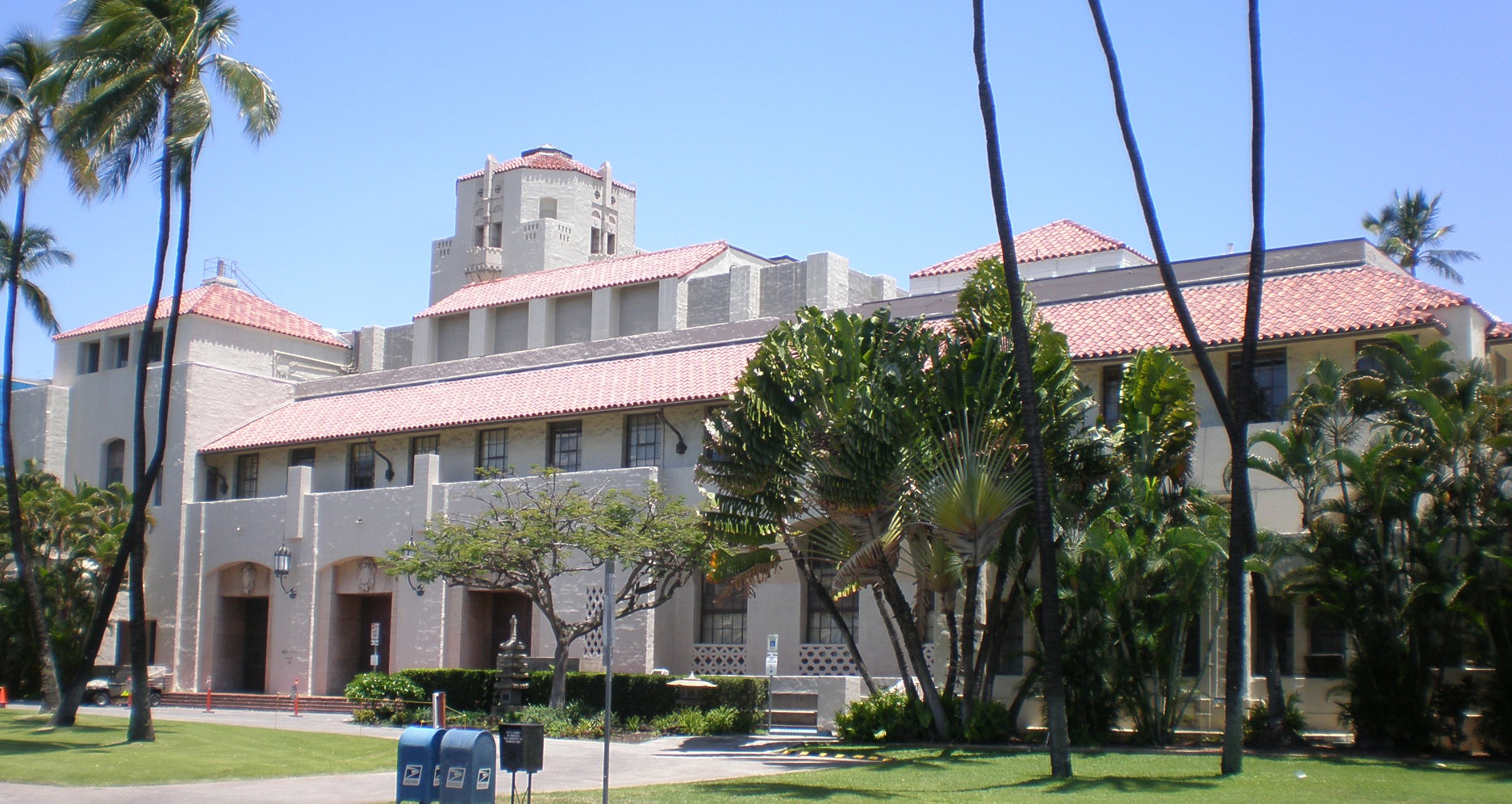
Honolulu Hale, de county seat